# ATAF
ATAF S.p.A., acronimo di Azienda Trasporti dell'Area Fiorentina, è una società in house del comune di Firenze, che ne è socio unico, incaricata della gestione del patrimonio immobiliare inerente al trasporto pubblico locale della città.

## Storia

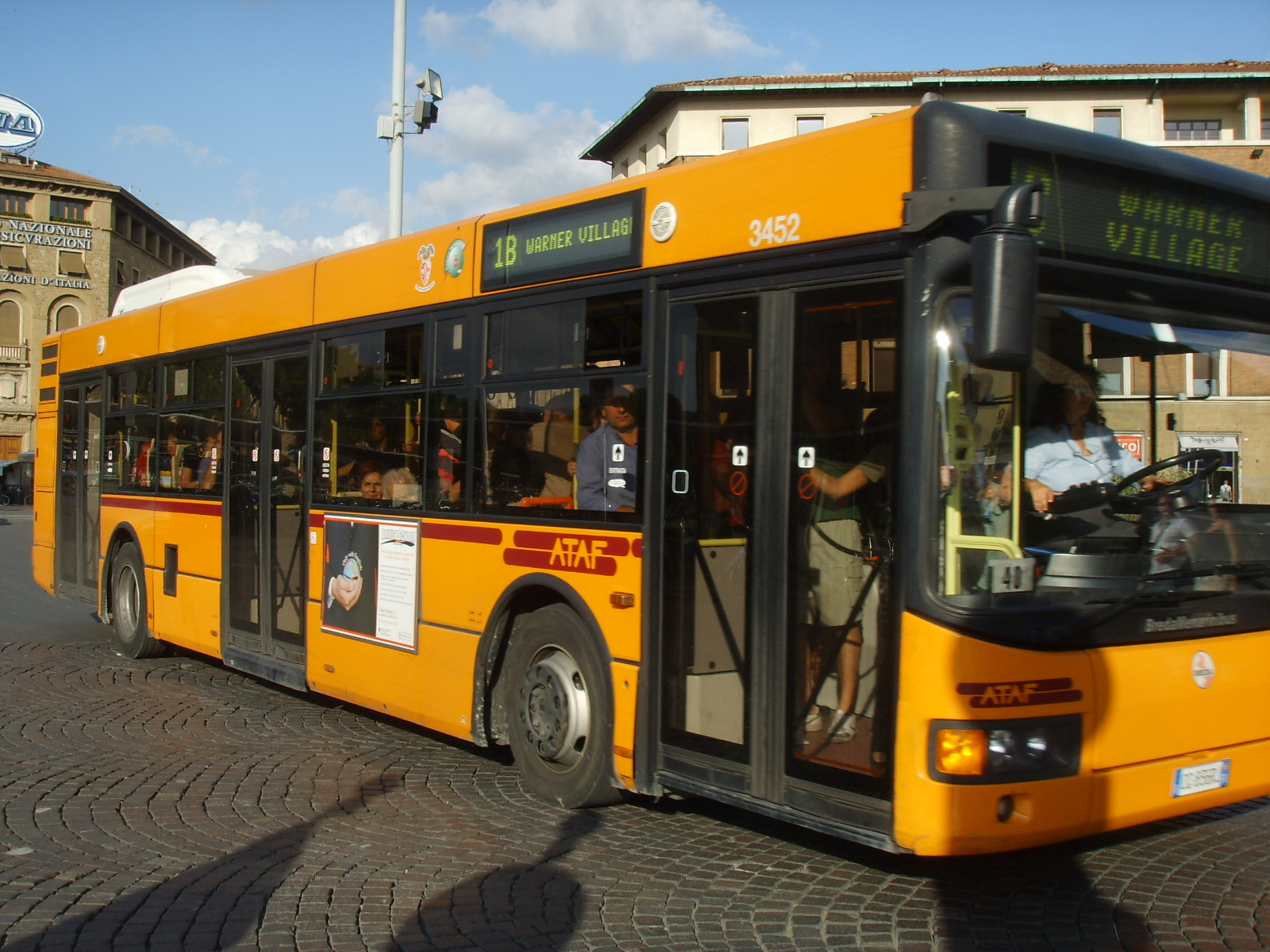
BredaMenarinibus Monocar 240 n° 3452 di ATAF in servizio sulla linea 1B in piazza della Stazione

ATAF fu istituita il 25 ottobre 1945 su iniziativa del Consiglio comunale di Firenze con la denominazione Azienda Tranviaria Automobilistica e Filoviaria per subentrare nella gestione del servizio di gestione del trasporto pubblico locale dell'area fiorentina, composto da autobus, filobus e tram, fino a quel momento gestito in concessione dalla Società Trasporti Urbani (STU), del gruppo FIAT. La nuova società entrò in attività il 1º gennaio 1946, occupandosi soprattutto della ricostruzione e della riparazione degli impianti e dei mezzi danneggiati durante la seconda guerra mondiale. 
Nel corso degli anni cinquanta la rete venne ampliata ristrutturando i depositi e sostituendo mezzi ed attrezzature obsolete; a tal proposito, i costi prospettati per sostituire i veicoli su rotaie spinsero ATAF ad optare perlopiù per mezzi su gomma avviando la dismissione della rete tranviaria, conclusa il 20 gennaio 1958. Con la chiusura di quest'ultima l'azienda mutò la propria ragione sociale in Azienda Trasporti Automobilistici Filoviari.
Negli anni sessanta la rete di trasporti fu estesa al di fuori dell'area urbana fiorentina creando i primi collegamenti verso alcune frazioni comunali. L'alluvione di Firenze del 4 novembre 1966 danneggiò numerosi veicoli oltre che la rimessa di via Aretina e tre sottostazioni elettriche di alimentazione della rete filoviaria. Nel corso dell'anno successivo fu ripristinato il servizio filoviario che fu tuttavia definitivamente soppresso nel 1973. In tale occasione l'azienda mutò nuovamente denominazione in Azienda Trasporti Automobilistici Fiorentini. L'ultimo cambiamento di denominazione avvenne nel 2000 in Azienda Trasporti dell'Area Fiorentina, mantenendo invariato nel corso degli anni l'acronimo ATAF.
Nel 2004 partecipò insieme alla società francese RATP Dev alla costituzione della società GEST, incaricata di gestire la costruenda rete tranviaria, poi inaugurata nel 2010. Nel 2005 in seguito alla decisione della regione Toscana di assegnare il trasporto pubblico locale ad un unico gestore per ciascuno dei 14 lotti istituiti ATAF formò un consorzio con la società Li-nea denominato ATAF&Li-nea. 
Nel 2012 il comune di Firenze scelse di scindere il ramo operativo dell'azienda, inerente alla gestione della rete autobus di Firenze, costituendo la società ATAF Gestioni, assegnata tramite gara ad un'associazione temporanea di imprese (ATI) composta da: Busitalia - Sita Nord, parte del gruppo Ferrovie dello Stato Italiane, (70%), CAP Autolinee (25%) e Autoguidovie (5%); contestualmente RATP Dev rilevò l'usufrutto delle quote detenute da ATAF in GEST, lasciando alla società la nuda proprietà, mentre ATAF Gestioni subentrò nelle quote fino ad allora gestite da ATAF. 

## Trasporto pubblico a Firenze
Nata nel 1945 per gestire l'intera rete del trasporto pubblico di Firenze, composta da linee automobilistiche, filoviaria e tranviaria, subentrando a Società Trasporti Urbani del gruppo FIAT, mutò più volte denominazione con la soppressione della rete tranviaria nel 1958 e di quella filoviaria nel 1973 mantenendo invariato lo storico acronimo.
Nel 2004, in vista dell'inaugurazione della nuova rete tranviaria, poi avvenuta nel 2010, costituì la società GEST, partecipata al 41% insieme alla società francese RATP Dev. Nel corso dell'anno successivo, in seguito alle riforme operate dalla Regione Toscana nel settore, ATAF si riunì insieme all'azienda Li-nea nel consorzio ATAF&Li-nea, divenuto concessionario del servizio di trasporto pubblico nell'area metropolitana fiorentina. Nel 2012, mediante una scissione parziale, fu creata la società ATAF Gestioni, incaricata della gestione operativa della sola rete autobus urbana fiorentina, e quest'ultima fu venduta ad un'associazione temporanea di imprese composta da Busitalia - Sita Nord, CAP Autolinee e Autoguidovie. Contestualmente RATP Dev ha rilevato l'usufrutto delle quote di ATAF in GEST, lasciando alla società la nuda proprietà.

## Impianti, depositi e rimesse
- Deposito Le Cure (viale dei Mille, 119)
- Deposito Peretola (via Pratese, 105; via Domenico Michelacci, 209)
- Sede centrale (viale dei Mille, 115)

### Dismessi
- Aleardi: situato nel quartiere di Oltrarno, era riservato ai minibus elettrici per il centro storico;
- Mago: situato su viale XI Agosto, nei pressi dell'Aeroporto Amerigo Vespucci, un tempo era riservato alle vetture a metano. Ceduto a Li-nea e Lazzi nel settembre 2010;
- Fortezza: situato lungo la Fortezza da Basso, un tempo era riservato ai minibus elettrici per il centro storico. Dismesso nella primavera 2010 a favore del deposito Aleardi;
- Aretina: situato in piazza Alberti. Chiuso e dismesso nel 2003, al suo posto è stato costruito un parcheggio.